# Szabolcsi almapálinka
A szabolcsi almapálinka egy helyi eredetvédettségű pálinka.

## Története
Az almapálinka az eredeti parasztgazdaságok tipikus itala volt. Általában a napi munkavégzés előtt fogyasztották a közösen végzett munkák során, és a családi ünnepeken. Frissen készítve színtelen, különlegesen tiszta, azonban az  érleléstől kissé sárgás színű, almaízű és -illatú gyümölcspárlat.
A Magyar Köztársaság 2008. évi LXXIII. törvénye, a Pálinkatörvény szerinti csak olyan gyümölcspárlat nevezhető pálinkának, amelyet Magyarországon termett gyümölcsből készítettek, és amelynek cefrézését, lepárlását, érlelését és palackozását is Magyarországon végezték. A sűrítményből, aszalványból, szárítmányból készült termék nem nevezhető pálinkának.
Szabolcs almatermesztéséről már a XVIII. századtól vannak feljegyzések. Mivel ezen a területen jelentős bortermelés nincs, az almapálinka számít a legjelentősebb, saját termelésű szeszes italnak. A szabolcsi almapálinkát kizárólag a meghatározott területen fekvő szeszfőzdében, termelőüzemben szabad előállítani, gyártani, palackozni. Alkoholtartalma az előírások szerint legalább 40% v/v.

## Felhasználható almafajták
A „szabolcsi" eredetmegjelöléssel előállított almapálinka alapanyaga a Szabolcs-Szatmár-Bereg vármegye területén termelt alma. A magyar almatermesztés világhírét ez a fajta alapozta meg. A megye gyümölcstermő területének kb. 50%-án folyik almatermesztés, döntően jonatán, jonagold, golden és red delicious, idared fajtából.
A jonatán alma a legelterjedtebb, legkiválóbb téli almafajta, novembertől januárig érik, de már szedéskor ízletes, és az új termésig is eltartható kedvező tárolási körülmények mellett.
A jonagold alma az USA-ban a golden, a delicious és a jonatán keresztezéséből előállított fajta. Gyümölcse nagy, gömbölyded alakú, héja zöldessárga, éretten sárga, feszes héja viaszos.
A Nyugat-Virginiából származó golden és red delicious almát hazánkban 1930-tól ismerik és termesztik. Gyümölcse közepesen nagy, sárga színű. A gyümölcs héja vékony, savszegény, kellemes ízű.
Az idared alma a jonatán és a wagener fajták keveréke, 1942-ben, az USA-ban nemesítették. Gyümölcse középnagy vagy nagy, lapított gömb alakú, közepén hasas, a felületet csaknem egészében élénkpiros mosott fedőszín borítja, húsa lédús.